# لیک دالکارلیا (ایندیانا)
لیک دالکارلیا (به انگلیسی: Lake Dalecarlia) یک منطقهٔ مسکونی در ایالات متحده آمریکا است که در شهرستان لیک، ایندیانا واقع شده‌است. لیک دالکارلیا ۴٫۴ کیلومتر مربع مساحت و ۱٬۳۵۵ نفر جمعیت دارد و ۲۱۷ متر بالاتر از سطح دریا واقع شده‌است.